# Display (Verkauf)

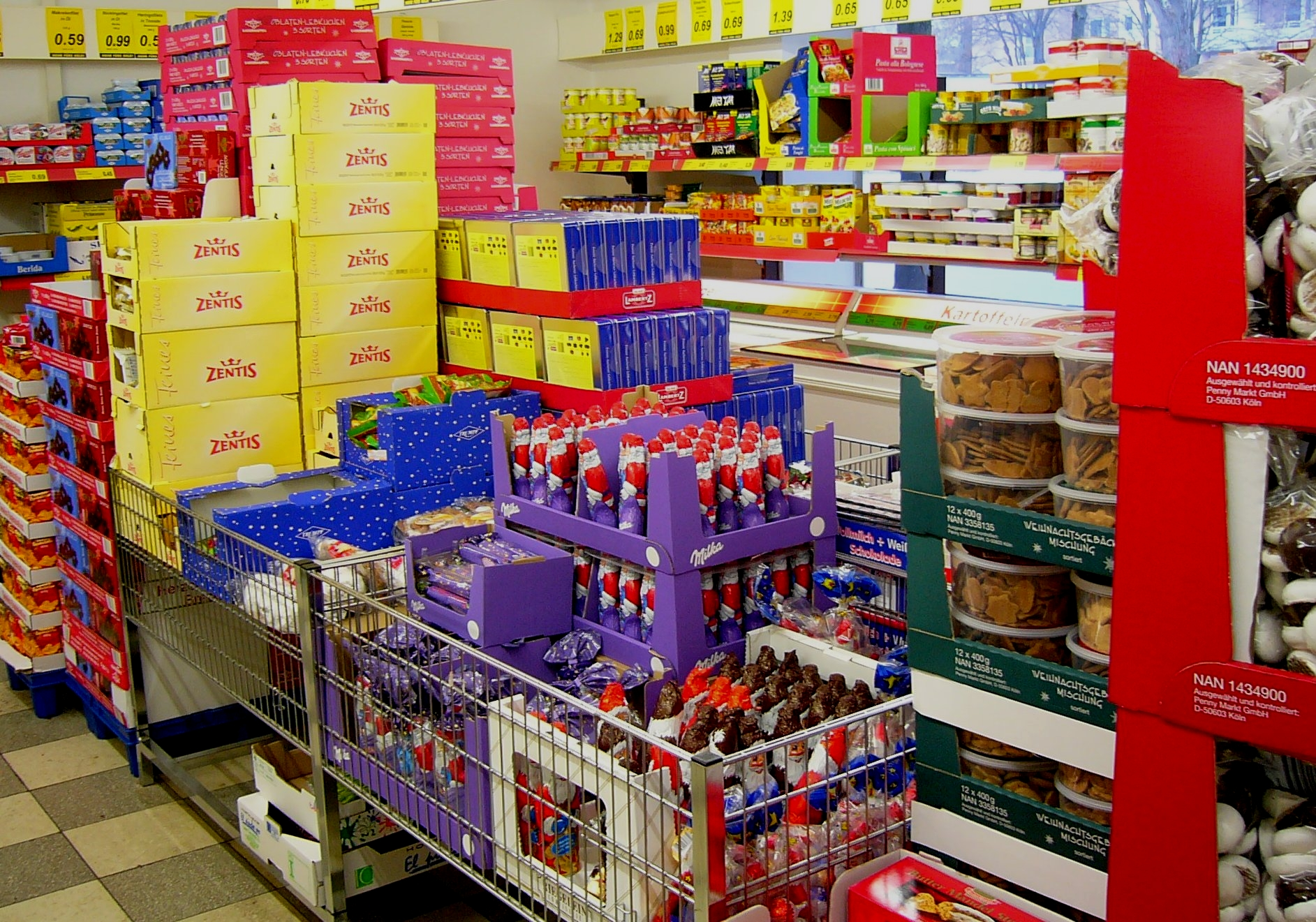
Displays in einem Supermarkt

Ein Display ist eine marketingorientierte Großverpackung zur Verkaufsförderung. Sie wird im Einzelhandel häufig eingesetzt zur Präsentation von Kleinartikeln, von Artikeln für den Spontankauf (siehe auch Quengelware), von Saisonartikeln (z. B. Adventskalender). Displays stehen meist im Laden bzw. am Point of Sale; seltener werden sie in einem Schaufenster zur Warenpräsentation eingesetzt.

## Allgemein
Das Display ist meist eine kartonähnliche halboffene Verpackung, häufig aus Wellpappe oder Pappe, die es dem Kunden ermöglicht, die Ware gut zu sehen und leicht dem Display zu entnehmen. Displays haben oft eine rückwärtige Aufstellwand (Plakat), die das Display nach hinten abgrenzt und Platz für Werbeaussagen bietet. Diese Rückwand nennt man Backcard. Sie ist bei Paletten-Displays oft Teil der Umverpackung und wird beim Aufstellen aufgerichtet (zuvor ist sie aus Transportgründen eingeklappt). Es handelt sich insofern um eine Großverpackung, als die Packungsgröße so groß ist, dass die Packung vom Kunden üblicherweise nicht vollständig gekauft wird, daher ist ein Display mehr als eine bloße Umverpackung.
Displays werden insbesondere zur auffälligen und verkaufsfördernden Zweitplatzierung eines Artikels im Verkaufsraum oder vor den Kassen verwendet. Sie dienen insbesondere dem Verkauf von Süßwaren; zudem gibt es Displays für fast alle Warenkategorien im Lebensmitteleinzel- und im Drogeriehandel.
Zweitplatzierung bedeutet, dass ein Artikel an seinem „Stammplatz“ im Regal und zudem an einem zweiten Ort der Verkaufsfläche platziert wird.

## Display-Typen
Neben Pappe können Displays auch aus Metall, Kunststoff, Glas oder Holz bzw. aus mehreren dieser Materialien bestehen. Besonders hochwertige bzw. hochpreisige Produkte – z. B. Parfums – werden oft in hochwertig anmutenden Displays aus Metall oder Acrylglas präsentiert und verkauft. Man unterscheidet zwischen:
- Boden-Displays (auch Bodenaufsteller genannt), werden im Versandkarton in den Handel geliefert und werden dort noch (teilweise) aufgerichtet.
- Theken-Displays (stehen auf einer Verkaufstheke, z. B. der Wursttheke). Auch Thekenaufsteller mit Produkten zum Testen gelten als Displays.
- Regal-Displays stehen im Verkaufsregal und sollen Produkte von anderen abheben und/oder Informationen vermitteln.
- Palettendisplays werden mit Ware befüllt („konfektioniert“) angeliefert. Sie sind Versandverpackung und Warenpräsenter. Standardisierte Grundflächen sind 40 × 60 cm („1/4-Palette“) oder 60 × 80 cm (halbe Palette, auch Displaypalette, EUR 6-Palette oder Düsseldorfer Palette genannt).

Daneben gibt es nicht-standardisierte Paletten in Displays. Man unterscheidet Einweg- und Mehrwegpaletten.
Displays werden oft in Verbindung mit anderen Maßnahmen (z. B. Deckenhängern) zur Verkaufsförderung im Zuge einer Werbekampagne im Verkaufsraum eingesetzt. Oft stellen Markenartikelfirmen dem Handel Displays kostenlos zur Verfügung. Je nach Marktsituation können Händler eine Display-Aufstellgebühr verlangen. Bei Produkten mit hohen Margen haben Händler ein hohes Interesse am Verkauf der Waren (siehe auch Push-Pull-Strategie).
Displays haben eine begrenzte Lebensdauer. Die Entsorgung von Papp-Displays ist für den Handel besonders einfach (Altpapier und Altpappe sind heute ein Wirtschaftsgut, das einen Wert hat); die Displays können u. U. auch zusammengefaltet und für den nächsten Einsatz zwischengelagert werden.